# Кертіс Лестер Мендельсон
Кертіс Лестер Мендельсон (англ. Curtis Lester Mendelson, 4 вересня 1913, Нью-Йорк, США — 13 жовтня 2002, Вест-Палм-Біч, штат Флорида, США) — американський акушер-гінеколог, відомий найдокладнішим на той час описанням у 1946 році аспіраційного пневмоніту, що тепер знаний під його іменем.

## Життєпис

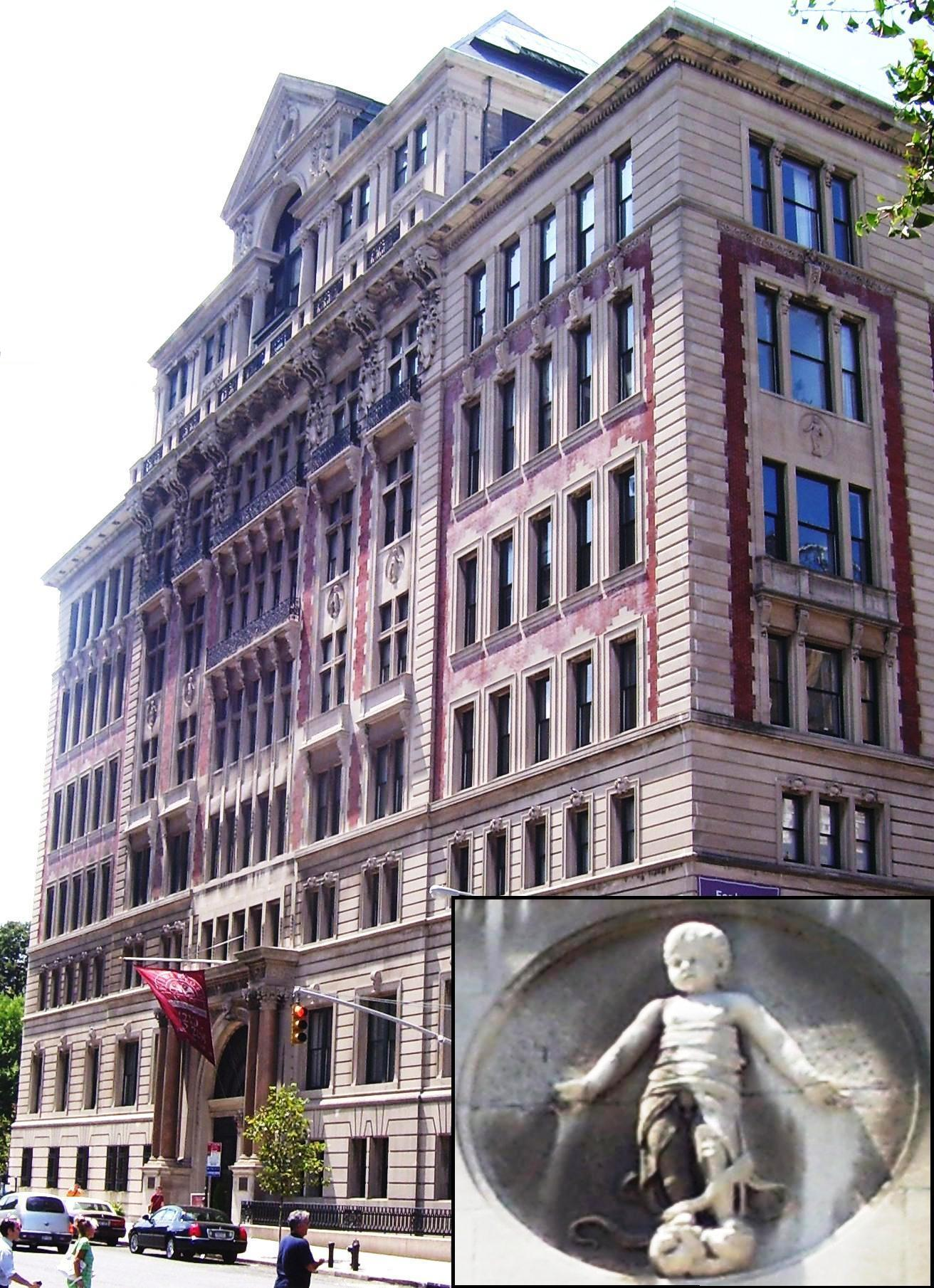
Будівля Резерфорда, збудована у 1902 році;
до 1932-го — (Lying-In Hospital of the City of New York)
1932 — 1985 — відділенні акушерства та гінекології ;
з 1985-го — офісна будівля, пам'ятник архітектури. Збоку деталь фасаду, де зображено одне зі сповитих дітей, що декорують пазухи склепіння. Фото 2010 року.

Мендельсон народився у Нью-Йорку, де і закінчив середню школу ім. Джорджа Вашингтона, у 1934 в університеті штату Мічиган отримав звання бакалавра мистецтв. У 1938 році закінчив медичний факультет
Корнелльського університету розташований в місті Ітака (штат Нью-Йорк, США).
Після отримання диплома доктора медицини, проходив резидентуру на клінічній базі університету у Нью-Йоркському госпіталі, потім працював у його відділенні акушерства та гінекології (до 1932 — Нью-Йоркський пологовий будинок(англ. Lying-In Hospital of the City of New York)) до 1959 року. Протягом 1950—1959 років працював професором Корнелльського університету і акушером-гінекологом у госпіталі.
У 1941 році одружився з Мері Краузе (англ. Marie V. Krause), що була лікарем-дієтологом. Дітей у них не було. Мері Краузе написала кілька книг по своїй професії, одна з них — Їжа, харчування та дієтотерапія (англ. Food, Nutrition and Diet Therapy) з доповненнями перевидається вже 14 разів (останнє видання 2016 року, ISBN 978-0323340755). Літературні спроби самого Кертіса були не дуже вдалими. Єдина його книга Серцеві захворювання при вагітності (англ. Cardiac Disease in Pregnancy) погано розкуповувалась.

Незважаючи на успішну кар'єру, Кертіс та Мері покинули Нью-Йорк. Вони орендували невеликий літак і вирушили в подорож до Карибських островів. Одного разу вони випадково сіли для поповнення припасів на Риф зеленої черепахи, один з бар'єрних островів архіпелагу Абако. На той момент населення складало 700 осіб. Будь-яка медична допомога була відсутня. Наступного року Мендельсон офіційно взяв відпустку начебто для роботи гінекологом у клініці Рифа зеленої черепахи на Багамах. Він працював лікарем та ветеринаром водночас. У 1961, рівно через рік, звільнився з посади професора. Кертіс Лестер пропрацював на острові 31 рік як державний лікар, а в реальності майже як волонтер. Він не отримував належного відшкодування зі столиці Співдружності Нассау. Велику частину грошей Мендельсон використовував на медикаменти та необхідне обладнання. Номер його телефону було досить легко запам'ятати, до нього звертались усі жителі острова. Мендельсону доводилось надавати допомогу і при ДТП, і при водних аваріях, одною з яких було зіткнення швидкісних човнів з 4 постраждалими.
Кертіс з дружиною прожили на Багамських островах до 1990 року. Вони переїхали у Вест-Палм-Біч, штат Флорида. Мері Краузе померла у 1994 році. У 1998 Мендельсон одружився вдруге на сорокарічній жінці, родом з Багам. Дружина Маргарита (англ. Daisy Marguerite Sawyer/Lowe) доглядала за ним до його смерті 13 жовтня 2002.

## Внесок у медицину
Ім'я Кертіса Лестера Мендельсона стало всесвітньо відоме завдяки опису синдрому аспірації кислого вмісту шлунку. Ймовірно інтерес до нього у лікаря виник після одного випадку, свідком якого він був у відділенні акушерства та гінекології Нью-Йоркського госпіталю. Через певний час після аспірації рідкої блювотної маси розвинулась прогресуюча дихальна недостатність. Це трактувалось як гострий приступ брохіальної астми, що ускладнився набряком легень.